# 1992年夏季残疾人奥林匹克运动会乌拉圭代表团
1992年夏季残疾人奥林匹克运动会乌拉圭代表团是乌拉圭派出的1992年夏季残疾人奥林匹克运动会代表团。未获得奖牌。